# Смерть (сигареты)
«Смерть» (англ. Death) — британский бренд сигарет, которые производились с 1991 по 1999 год в Соединенном Королевстве компанией Enlighten Tobacco Company.
Сигареты «Смерть» продавались в основном в Соединенном Королевстве, а также в США, Норвегии и Финляндии.

## История
Предприниматель BJ Cunningham вложил свои сбережения в создание и продажу продукта для курения без добавок под названием «Смерть», основав в 1991 году компанию Enlighten Tobacco Company. Производимые им сигареты раскрывали опасную природу курения, явно изображая череп и скрещенные кости на внешней поверхности сигаретной коробки.
Свой товар Каннингем представил на потребительском рынке как «young underground punk rock», выпуская два названия сигарет: Death и Death Lights. Некоторое время его продукция продавалась по почте из Люксембурга, чтобы избежать акцизного налога Соединенного Королевства, однако через некоторое время таможенно-акцизный департамент запретил этот канал сбыта.
Планы компании предложить своё спонсорство команде Формулы-1 Pacific Racing F1 в 1994 году провалились после смерти гонщиков Роланда Ратценбергера и Айртона Сенны на этапе Гран-при Сан-Марино. В этом же году компании было отказано «top five poster contractors» в использовании своих рекламных мест из-за неудачной маркетинговой политики и ожидаемого парламентского законопроекта, ограничивающего рекламу табака. Enlighten Tobacco Company теряла миллионы фунтов в год, так и не обеспечив себе масштабную рекламную кампанию. К тому же права фирмы на товарный знак были успешно оспорены алкогольной компанией под названием Black Death. Последовавший судебный процесс запретил продажу сигарет «Смерть», и компания закрылась в 1999 году.